# Zoilo Saldombide
Zoilo Lucas Saldombide (18. březen 1905 – 4. prosinec 1981) byl uruguayský fotbalista. Nastupoval především na postu útočníka.
S uruguayskou reprezentací vyhrál mistrovství světa ve fotbale 1930, byť byl náhradníkem a do bojů na turnaji nezasáhl. Roku a 1924 a 1926 s Uruguayí vyhrál Mistrovství Jižní Ameriky. Na turnaji roku 1926 dal dva góly, do sítě Paraguaye. V národním týmu působil v letech 1922–1928 a odehrál 15 utkání, v nichž vstřelil 3 branky.
Byl hráčem Nacionalu Montevideo a Montevideo Wanderers. 